# Game Boy
Il Game Boy (ゲームボーイ?, Gēmu Bōi) è una console portatile per videogiochi monocromatica prodotta e commercializzata da Nintendo tra il 21 aprile 1989 e il 23 marzo 2003. Realizzato dal gruppo Nintendo Research & Development 1, guidato da Gunpei Yokoi e Satoru Okada, venne sviluppato come successore dei Game & Watch.
A suo tempo divenne il sistema portatile di riferimento, nonostante l'uscita di molti concorrenti più avanzati, ed è una delle icone più riconosciute della storia dei videogiochi.
Questa fu la prima di una fortunata serie di console chiamate Game Boy, con una vita commerciale di più di vent'anni. Dopo alcune varianti dell'originale, il primo successore vero e proprio fu il Game Boy Color.

## Storia
Su esplicite direttive della Nintendo, il gruppo di Gunpei Yokoi progettò una console semplice, resistente e a basso costo. Si intendeva proporla per un pubblico di ragazzini, o come alternativa portatile ed economica al classico da tavolo Nintendo Entertainment System. L'aspetto della console e delle cartucce richiamano infatti il NES. Si puntò sulla qualità dei giochi e sulla semplicità di utilizzo. Il Game Boy fu commercializzato in Giappone il 21 aprile 1989 e fu subito un grande successo.
La console venne distribuita sul mercato statunitense il 31 luglio dello stesso anno, con il videogioco Tetris allegato. In Europa il Game Boy arrivò nel settembre del 1990 con i titoli di lancio Tetris, Super Mario Land, Alleyway e Baseball.
In Italia Game Boy è stato distribuito dalla Mattel, in seguito dal Gruppo Giochi Preziosi sotto il marchio GiG Electronics.
Tetris è stato una killer application della console, in grado di attrarre di per sé anche un pubblico che non era necessariamente appassionato di videogiochi.
Il Game Boy segna l'inizio della seconda serie di console portatili da parte della Nintendo, preceduta dalla linea Game & Watch presentata nel 1980.
I suoi concorrenti principali furono il Game Gear, l'Atari Lynx e il PC Engine GT. Nonostante queste console fossero tecnologicamente superiori e tutte a colori, il Game Boy ebbe un enorme successo. Solo il Game Gear riuscì a fare una concorrenza apprezzabile, ma comunque non si avvicinò neanche lontanamente al numero di unità vendute del Game Boy.
Originariamente disponibile solamente nelle versioni grigio e bianco, nel 1997 venne progettata la serie Game Boy Pocket.
Il Game Boy classico è stato dismesso il 23 marzo 2003, 14 anni dopo il lancio.

## Caratteristiche
Il Game Boy si presenta come un apparecchio minimalista e molto robusto.
È fornito di un processore LR35902 della Sharp a 4,19 MHz, versione speciale dello Z80 personalizzato per le esigenze di gioco, alimentato a quattro batterie stilo, e dotato di un piccolo schermo a cristalli liquidi integrato capace di quattro tonalità di grigio/verde a 160×144 pixel. 
La console è dotata di un solo altoparlante, quindi l'audio diventa monofonico, tuttavia la circuiteria interna può produrre suoni stereo a quattro canali, ascoltabili soltanto con le cuffie.
La tecnologia dell'epoca permetteva già di realizzare prestazioni superiori, ma il Game Boy fu progettato con gli obiettivi dell'economia e della robustezza.
L'autonomia dichiarata delle batterie è di almeno 36 ore, un record ai suoi tempi, e superiore anche a diversi sistemi molto più moderni.
Il quadro comandi consiste in una croce direzionale di colore nero posizionata sulla sinistra della console, di due pulsanti viola sulla destra ("A" e "B") e dei tasti "Select" e "Start" in basso al centro. I giochi sono su cartucce di dimensioni contenute, adatte a un facile trasporto.

### Cartucce

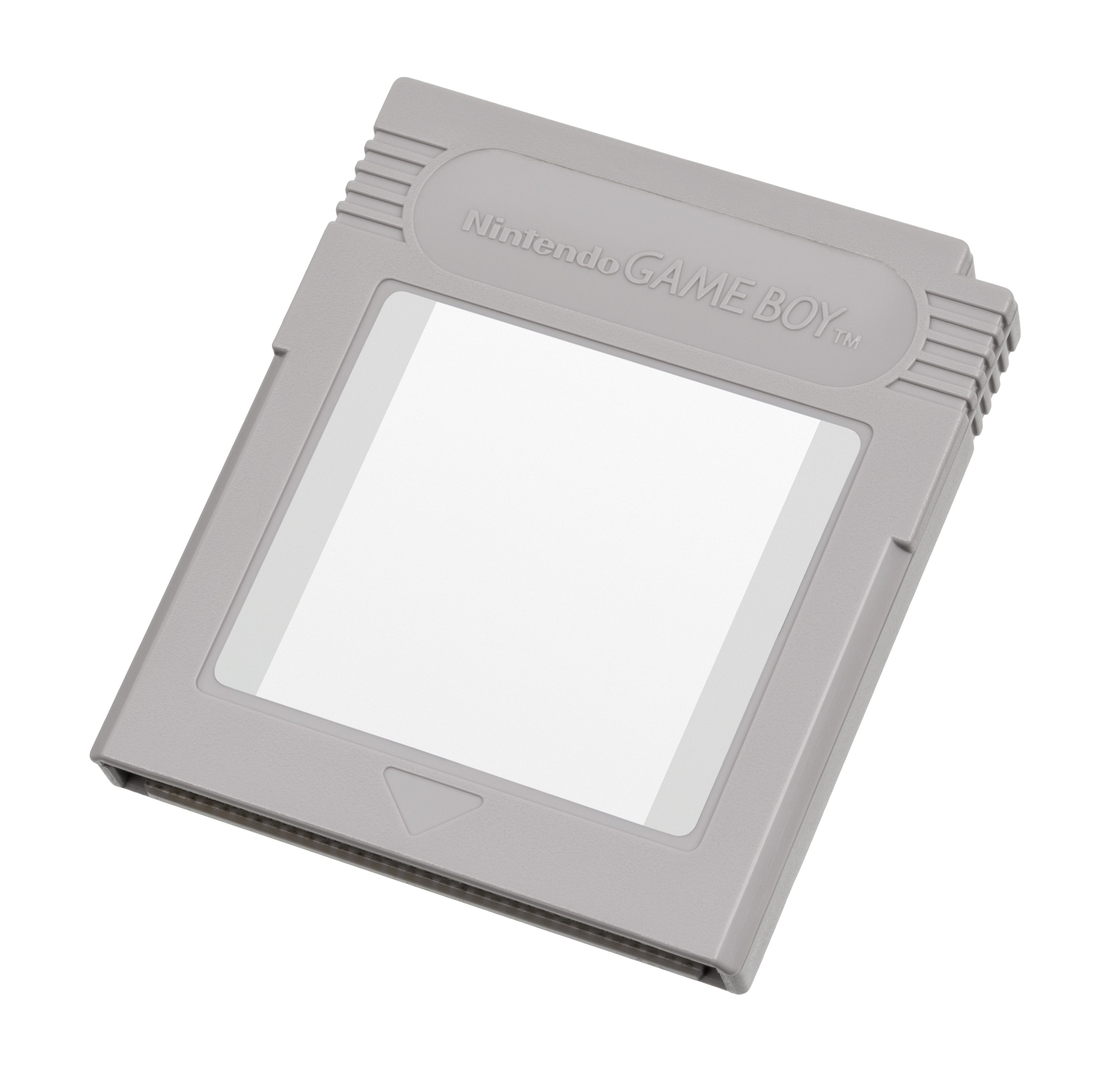
Cartuccia per Game Boy

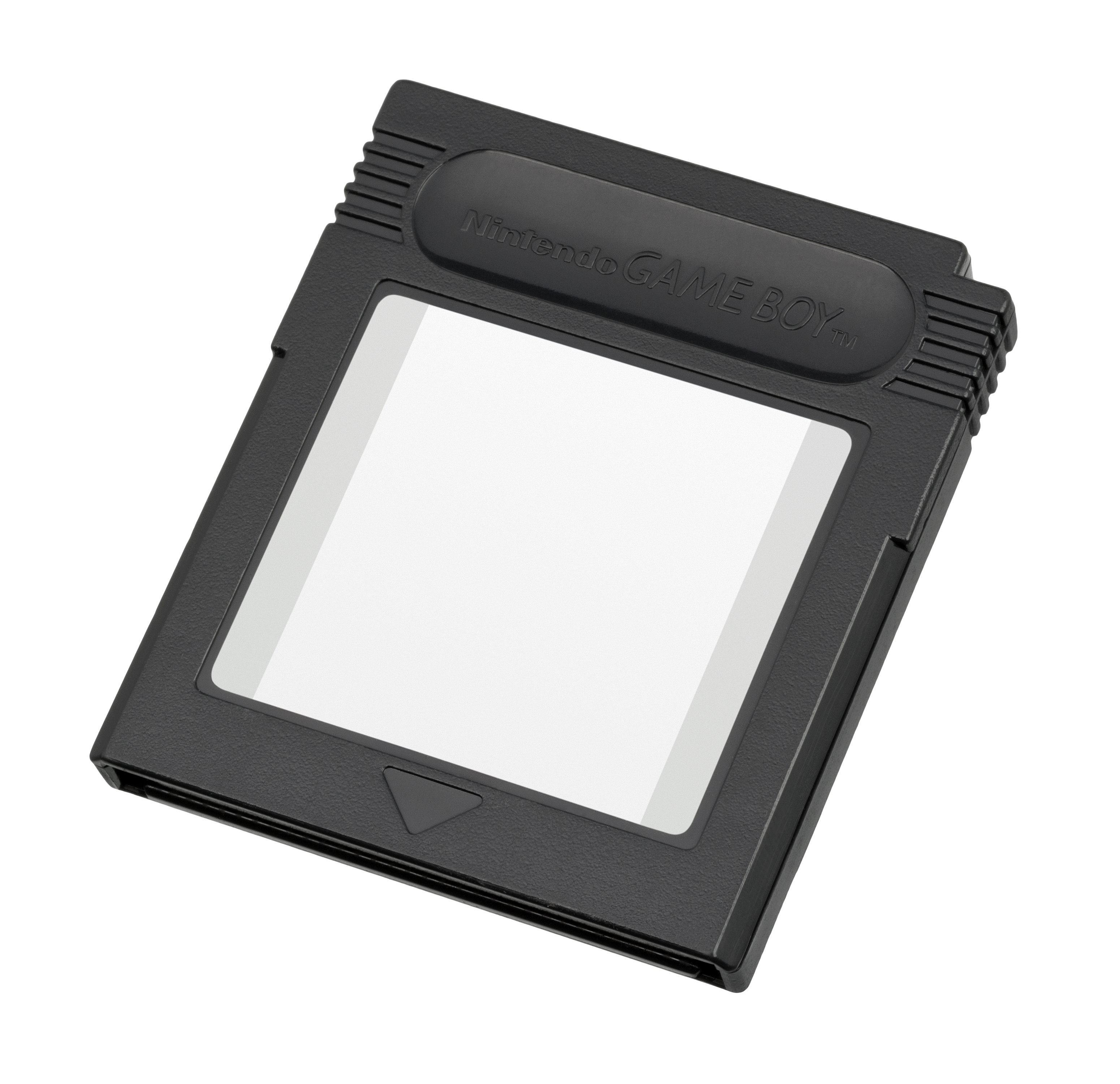
Cartuccia per Game Boy Color compatibile con il Game Boy, riconoscibile dal colore nero

Ogni gioco è scritto su ROM contenute in piccole cartucce di plastica grigia chiamate Game Pak, o "cassette di gioco" dalla Nintendo italiana, aventi su una fessura una porta hardware per la connessione con la console. Le cartucce del Game Boy misurano 5,8 cm × 6,5 cm. Alcuni giochi permettono anche di salvare le partite e riprenderle in un secondo momento dopo lo spegnimento, grazie all'utilizzo di una batteria tampone integrata nella cartuccia.
La cartuccia viene inserita dall'alto in un'apposita fessura sul retro della console. Se viene estratta durante il gioco il Game Boy si blocca, il suono si ferma e l'immagine si corrompe. Questa procedura in alcuni casi può compromettere la cartuccia stessa e/o rovinare i salvataggi di gioco e per questo la levetta di accensione del Game Boy è dotata di una linguetta, che blocca la cartuccia in posizione e non permette di sfilarla quando l'unità è accesa.
Le cartucce per Game Boy Color di tipo Dual Mode, riconoscibili dall'involucro grigio scuro o nero (anziché grigio chiaro del Game Boy o trasparente del Game Boy Color), sono compatibili anche con il Game Boy originale, ma senza il colore.

### Accessori
Furono realizzati diversi accessori, prodotti sia da Nintendo che da terze parti.
- Il Game Boy Battery Pack, un alimentatore portatile dotato di batterie ricaricabili.[14]
- Il Game Link Cable, cavo per connettere due Game Boy (incluso in alcune edizioni); con più cavi e un ulteriore adattatore, alcuni giochi supportano fino a 4 giocatori.
- La Game Boy Camera, che può scattare fotografie in bianco e nero e in risoluzione 128 px × 112 px.
- La Game Boy Printer, una mini stampante termica in grado di stampare le foto scattate, oltre a essere compatibile con alcuni titoli come The Legend of Zelda: Link's Awakening DX e Pokémon Giallo.
- Light Boy, un accessorio per illuminare e ingrandire tramite una lente l’immagine prodotta sul display del Game Boy.
- Work Boy, un kit che include una mini tastiera e una cartuccia per rendere il Game Boy un'agenda portatile. È stato presentato nel numero 36 della rivista Nintendo Power (maggio 1992), ma mai distribuito.

## Specifiche tecniche
- CPU: Sharp LR35902 a 8 bit modificato (derivato dallo Zilog Z80), impostato a 4,19 MHz[6]. Implementa anche un generatore di suoni.
- RAM: 8 kB S-RAM interna
- ROM: cartucce da 32 kB, 64 kB, 128 kB, 256 kB, 512 kB, 1 MB, 2 MB, 4 MB e 8 MB
- Video RAM: 8 kB interna
- Suono: 4 canali stereo. L'unità ha un solo speaker, ma l'uscita audio per le cuffie è stereo
- Display: LCD da 160 pixel × 144 pixel
- Schermo: 66 mm diagonale
- Colore: 4 gradi di grigio (verde-nero)
- Comunicazione: fino a 4 Game Boy collegabili tramite cavo
- Batterie: 4 batterie tipo AA per circa 36 ore di gioco

## Vendite

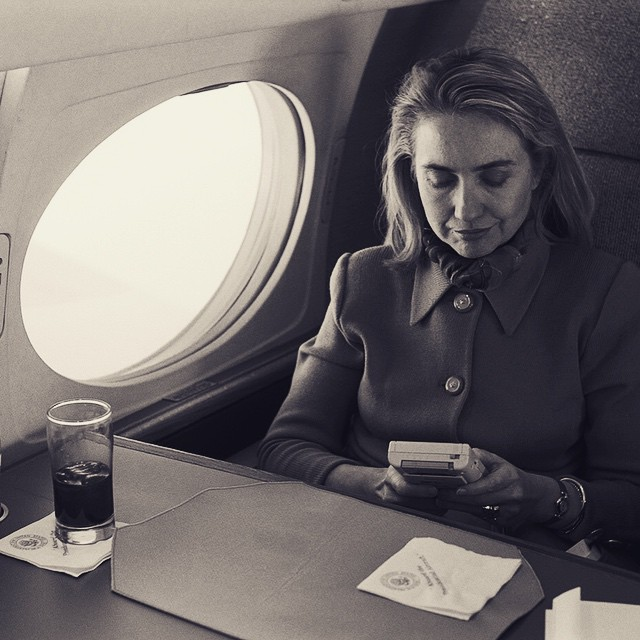
Hillary Clinton con un Game Boy nel 1993

Game Boy e Game Boy Color insieme hanno venduto 118,69 milioni di unità in tutto il mondo, del quale 32,47 milioni in Giappone, 44,06 milioni in America, e 42,16 milioni nel resto del mondo.
In tutto sono state vendute oltre 450 milioni di cartucce per Game Boy durante la sua vita commerciale. Il gioco più venduto è Tetris con 35 milioni di unità (contando anche quelle che vennero incluse con le console), seguito da Pokémon Rosso e Blu con 32,5 milioni.

## Videogiochi
I videogiochi per Game Boy sono più di 1000. 
Secondo una selezione fatta dalla rivista Retro Gamer, i dieci più grandi titoli sono The Legend of Zelda: Link's Awakening, Bill & Ted's Excellent Game Boy Adventure, R-Type, Super Mario Land, Pokémon Rosso e Blu, Metroid II: Return of Samus, Tetris, Faceball 2000, Castlevania II: Belmont's Revenge, Kirby's Pinball Land. In una selezione successiva basata sul sondaggio dei lettori sono presenti anche Wario Land: Super Mario Land 3, Super Mario Land 2: 6 Golden Coins, Double Dragon, Donkey Kong, Tennis, Mole Mania, Super RC Pro-Am, Revenge of the Gator, Batman, Golf, Kirby's Dream Land, Mario's Picross, DuckTales, Monster Max, Motocross Maniacs, Probotector, Mystic Quest, Mega Man II.

## Riedizioni successive
Nel corso degli anni l'originale Game Boy di colore grigio ha subito alcuni ritocchi di vario genere, atti a mantenerlo competitivo nel suo segmento di mercato.
- Game Boy Play It Loud! (1995) - speaker più potente, varie colorazioni della scocca
- Game Boy Pocket (1996) - dimensioni ridotte, schermo più nitido e più grande, utilizza due batterie di tipo AAA (mini stilo)
- Game Boy Light (1997, esclusivamente Giappone) - schermo retroilluminato, utilizza due batterie di tipo AA (stilo)